# أبو تشت (مركز)
مركز أبو تشت، مركز إداري مصري. يقع في محافظة قنا الواقعة في جمهورية مصر العربية. القاعدة الإدارية للمركز هي مدينة أبو تشت.